# Marvin Tshibuabua
Marvin Silver Tshibuabua (sinh ngày 8 tháng 1 năm 2002) là cầu thủ bóng đá chuyên nghiệp người Pháp thi đấu ở vị trí hậu vệ cho câu lạc bộ Bỉ, Seraing.

## Sự nghiệp thi đấu

### Câu lạc bộ
Tshibuabua ra mắt Saint-Étienne vào ngày 25 tháng 10 năm 2020, trong trận đấu tại Ligue 1 gặp Metz.

### Quốc tế
Sinh ra tại Pháp, Tshibuabua là người gốc Congo. Anh ta đã từng chơi cho các đội tuyển trẻ của Pháp.